# Zhang Jiawei
Zhang Jiawei (8 gennaio 1989) è un pugile cinese.

## Palmarès
- Campionati asiatici

Tashkent 2017: argento nei pesi gallo.
- Giochi asiatici

Guangzhou 2010: argento nei pesi gallo.
Incheon 2014: argento nei pesi gallo.